# マックス (2015年の映画)
『マックス』（原題: Max）は2015年にアメリカ合衆国で公開されたドラマ映画である。監督はボアズ・イェーキン、主演はジョシュ・ウィギンズが務めた。本作は日本国内で劇場公開されなかったが、2016年8月10日にDVDとBlu-rayが発売された。

## ストーリー
マリノア犬のマックスは米海兵隊の軍用犬としてアフガニスタンで活躍していた。マックスのパートナーを務めていたのはカイル・ウィンコットであった。ある日、カイルは部隊に配備されていた武器が消えた一件で尋問されることになった。その後、友人のタイラーが武器を横流ししていたことを知ったが、カイルには打つ手がなかった。ほどなくして、カイルとマックスは前線に向かったが、前者は戦死、後者は重傷を負うという悲惨な結果に終わってしまった。
カイル戦死の一報は直ちに家族に届けられた。カイルの遺体と対面した一家は悲嘆に暮れることになった。カイルが戦死して以来、マックスは人間の命令を聞かなくなっていたが、カイルの弟であるジャスティンには懐く姿勢を見せた。その様子を見た父親のレイと母親のパメラはマックスを引き取ることにした。ジャスティンはマックスの存在を煙たく思っていたが、時が経つと共にマックスを可愛がるようになった。ジャスティンは海賊版の販売に手を染めるなど非行が目立っていたが、マックスと交流するなかで生活が徐々に落ち着いていった。
ある日の夜、タイラーがウィンコット一家の下を訪れたところ、マックスはいきなりタイラーに吠えかかった。レイが「息子に何があったのか教えて欲しい」と尋ねたところ、タイラーは「マックスがカイルに飛びつき、それが原因で銃が暴発してしまった」と言った。その話を不審に思ったジャスティンは独自に調査を始めた。手始めに、ジャスティンはカイルの旧友であるレイエスに話を聞きに行ったところ、カイルがマックスを訓練する姿を収めた映像を借り受けることができた。その映像を見たジャスティンは一人涙するのだった。
その後、ジャスティンはタイラーが武器の横流しに関与していることを突き止めた。マックスと一緒にその現場を覗き見していたところ、犯罪組織の犬に見つかってしまった。ジャスティンとマックスは何とかその場から逃げられたが、自分の罪を隠し通したいタイラーは「マックスに襲撃された」と虚偽の告発をした。その結果、マックスは当局の管理下に置かれることとなった。
ほどなくして、レイもタイラーの悪事を突き止めたが、多勢に無勢であったこともあり捕まってしまった。父親を助けるべく、ジャスティンは友人たちともに犯罪組織のアジトへと乗り込むことになった。その頃、マックスも脱走してジャスティンの下へと急行していた。

## キャスト
※括弧内は日本語吹替。
- ジョシュ・ウィギンズ - ジャスティン・ウィンコット（河本啓佑）
- カルロス - マックス
- デジョン・ラクエイク - チュイ
- トーマス・ヘイデン・チャーチ - レイモンド・ウィンコット（レイ）（仲野裕）
- ロビー・アメル - カイル・ウィンコット
- ローレン・グレアム - パメラ・ウィンコット
- ルーク・クラインタンク - タイラー・ハーン（阪口周平）
- ジェイ・ヘルナンデス - レイエス
- マイルズ・マッセンデン - マイルズ市長
- ミア・シートラリー - カルメン
- オーウェン・ハーン - スタック
- ジョセフ・ジュリアン・ソリア - エミリオ

## 製作
2013年11月26日、ボアズ・イェーキンが本作の監督に起用されたと報じられた。2014年3月28日、ジョシュ・ウィギンズが本作に出演するとの報道があった。4月29日、デジョン・ラクエイクの出演が決まったと報じられた。5月7日、ルーク・クラインタンクがキャスト入りした。

## 公開・マーケティング
当初、本作は2015年1月30日に全米公開される予定だったが、後に公開日は同年8月21日→6月26日と変更されていくことになった。
2015年3月19日、本作のオフィシャル・トレイラーが公開された。

## 興行収入
本作は『テッド2』と同じ週に封切られ、公開初週末に1000万ドル前後を稼ぎ出すと予想されていたが、実際の数字はそれを上回るものとなった。2015年6月26日、本作は全米2855館で公開され、公開初週末に1215万ドルを稼ぎ出し、週末興行収入ランキング初登場3位となった。

## 評価
本作に対する批評家の評価は伸び悩んでいる。映画批評集積サイトのRotten Tomatoesには94件のレビューがあり、批評家支持率は36%、平均点は10点満点で4.8点となっている。サイト側による批評家の見解の要約は「『マックス』には良い意図があり、古典的なファミリー映画に立ち帰ろうとしている。しかし、作為が透けて見える上に、ぶつ切り感のあるプロットは才能ある俳優と犬の努力を以てしてもどうにもならなかった。」となっている。また、Metacriticには25件のレビューがあり、加重平均値は47/100となっている。なお、本作のCinemaScoreはAとなっている。

## 続編
本作の続編となる映画『Max 2: White House Hero』は2017年5月3日に全米公開された。